# Белая мечеть (Болгар)
Бе́лая мече́ть, или Ак-мече́ть (тат. Ак мәчет) — современная мечеть в Болгаре (Татарстан).

## История
С 2010 года по инициативе первого президента Татарстана Шаймиева в Булгаре началась широкомасштабная реализация программы республиканского Фонда сохранения и развития Булгара и Свияжска «Возрождение», включающая реставрацию и реконструкцию исторических достопримечательностей и строительство новых объектов культуры и инфраструктуры.

## Архитектурный ансамбль
Сооружены новые здания соборной Белой мечети (подобной по стилю мечети Кул-Шариф в Казани, но меньших размеров), комплекса речного вокзала, гостиницы и экспозиционно-информационного центра музея-заповедника, музея хлеба с мельницей и пекарней, музея ремёсел с кузницей и других объектов.